# Kurt Looby
Kurt Michael Looby (Saint John's, 17 febbraio 1984) è un ex cestista antiguo-barbudano.

## Palmarès
- Coppa di Polonia: 1

Trefl Sopot: 2013